# Super-Besse

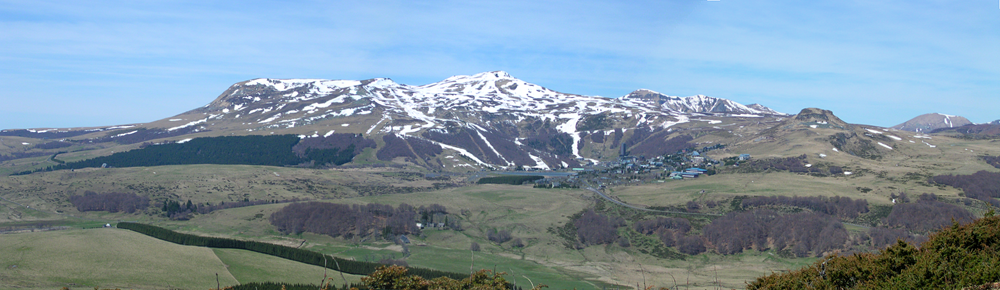
Puy de Sancy från söder

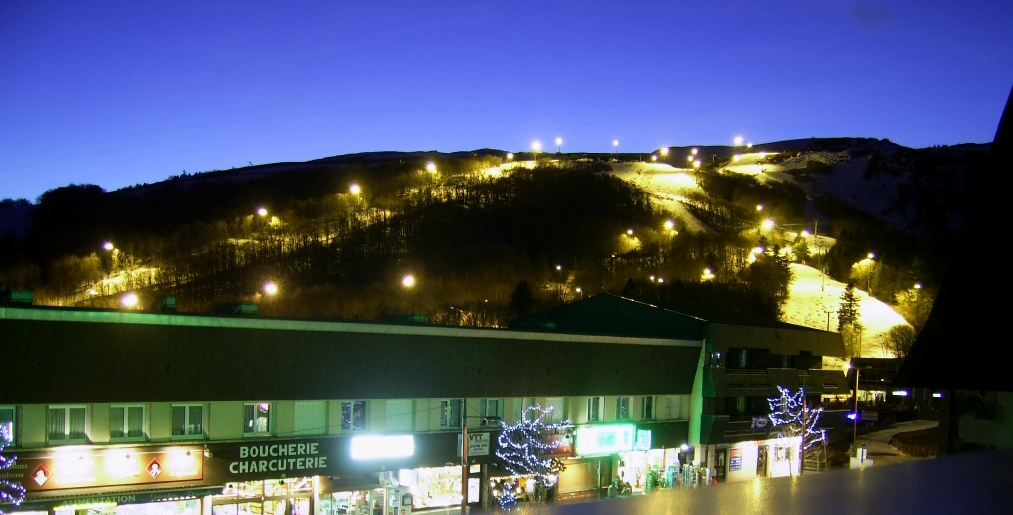
Super Besse på kvällen

Super-Besse är ett vintersportcenter som ligger i kommunen Besse-et-Saint-Anastaise  i Parc naturel régional des Volcans d'Auvergne i Puy de Dôme-departementet i regionen Auvergne-Rhône-Alpes i Centralmassivet i Frankrike. Centrumet ligger ca 50 km från Clermont-Ferrand, 1350 meter över havet.

## Tour de France
Super-Besse har varit mål för en Tour de France-etapp fyra gånger.
| År   | Etapp | Start           | Distans (km) | Stigningens kategorisering | Etappvinnare   |
| ---- | ----- | --------------- | ------------ | -------------------------- | -------------- |
| 2011 | 8     | Aigurande       | 189          | 3                          | Rui Costa      |
| 2008 | 6     | Aigurande       | 195,5        | 2                          | Riccardo Riccò |
| 1996 | 13    | Le Puy-en-Velay | 177          | 3                          | Rolf Sørensen  |
| 1978 | 13    | Figeac          | 221,5        | 3                          | Paul Wellens   |